# Staffano Bernardi
Staffano Bernardi, född omkring 1575 och död 1638, var en tysk-österrikisk domkapellmästare.
Bernardi var 1615-27 verksam i Verona, därefter 1627-38 i Salzburg. Han skrev mässor, motetter, psalmer, madrigaler och annat utan basso continuo samt instrumentalverk. Bernardi kom till Salzburg i en tid av stark konstnärlig utveckling där och lagom för att leda uppförandet av Orazio Benevolis berömda 42-stämmiga festmässa vid den nya domens invigning. Själv verkar han däremot inte ha komponerat musik i så kallad "kolossalstil".